# Rolf-Helmut Schröder
Rolf-Helmut Schröder (* 22. Oktober 1921 in Düsseldorf; † 2011) war ein deutscher Offizier, zuletzt Generalmajor der Bundeswehr.

## Militärischer Werdegang

### Ausbildungen und erste Verwendungen in Wehrmacht, ziviler Zwischenabschnitt, Eintritt in neu gegründete Bundeswehr
Schröder trat 1939 in die Wehrmacht ein. Er diente als Frontoffizier im Zweiten Weltkrieg und wurde mehrfach verwundet. Schröder erhielt mehrere Kriegsauszeichnungen, so wurde er 1944 im Dienstgrad eines Oberleutnants mit dem Deutschen Kreuz in Gold ausgezeichnet. 1945 geriet er in sowjetische Kriegsgefangenschaft. Er absolvierte dann eine kaufmännische und technische Ausbildung und war zuletzt Exportabwicklungsleiter in einem Industriebetrieb. Im Jahr 1956 wurde er in die Bundeswehr als Hauptmann der Panzergrenadiertruppe reaktiviert. Er absolvierte von 1959 bis 1961 den 3. Generalstabslehrgang (H) an der Führungsakademie der Bundeswehr (FüAkBw) in Hamburg und besuchte später das Staff College Camberley.

### Dienst als Stabsoffizier
Er wurde im Heer und in integrierter Verwendung bei der NATO verwendet u. a. war er Kommandeur eines Panzergrenadierbataillons.

### Dienst als General
Der Brigadegeneral war von 1972 bis 1974 Kommandeur der Heeresoffizierschule I und 1974 der Offizierschule des Heeres (OSH) in Hannover. 1974/75 war er General für Offizier- und Unteroffizierausbildung im Heeresamt (HA) in Köln. Nach einer Zwischenverwendung war der Generalmajor von 1977 bis 1980 Abteilungsleiter Personal und Administration im HQ Allied Command Europe (ACE) in Mons (Belgien). Von 1980 bis 1982 war er Stellvertreter des Kommandierenden Generals des III. Korps in Koblenz.

### Auszeichnungen
- Deutsches Kreuz in Gold
- Verwundetenabzeichen (?)
- 1978: Legion of Merit (Commander)
- 1979: Bundesverdienstkreuz 1. Klasse

## Privates
Generalmajor Schröder war verheiratet.